# Let’s Dance (singel Vanessy Hudgens)
Let’s Dance – piosenka amerykańskiej piosenkarki i aktorki - Vanessy Hudgens z debiutanckiego albumu V. Została użyta do promocji amerykańskiego Tańca z gwiazdami (Dance with Stars). Uznana jest za trzeci singel Hudgens. W teledysku są fragmenty z programu Dancing with the Stars oraz z High School Musical: The Concert Tour, gdzie Hudgens ją śpiewała. Utwór jest mieszaniną gatunku popu i R&B. 12 stycznia 2007 r. piosenka osiągnęła 7 pozycję na liście Billboard 200, co jest największym osiągnięciem utworu. Premiera video miała miejsce 30 sierpnia 2007.